# Gisella Marengo
Pour les articles homonymes, voir Marengo.
Gisella Marengo, née le 16 décembre 1975 à Coni, est une productrice de cinéma et actrice italienne. 
Marengo a joué le rôle de l'Infirmière de l'unité néonatale des soins intensifs en 2005, dans le thriller Mary, et Matilde en 2009, la comédie Baarìa. En 2011, elle a joué le rôle de Maliva – mère de Rose McGowan dans le film Conan le Barbare,.

## Filmographie

### Comme actrice

#### Cinéma
- 2000 : Io amo Andrea de Francesco Nuti
- 2003 : Un cœur ailleurs de Pupi Avati
- 2005 : Sandra Kristoff de Vito Vinci
- 2005 : Marie d'Abel Ferrara
- 2006 : L'Inconnue de Giuseppe Tornatore
- 2007 : Voce del verbo amore d'Andrea Manni
- 2007 : La terza madre de Dario Argento
- 2008 : Scusa ma ti chiamo amore de Federico Moccia
- 2008 : Il papà di Giovanna de Pupi Avati
- 2008 : Le cose in te nascoste de Vito Vinci
- 2009 : Gli amici del bar Margherita de Pupi Avati
- 2009 : Baarìa de Giuseppe Tornatore
- 2009 : Doc West de Giulio Base
- 2009 : Doc West: La sfida de Giulio Base
- 2010 : Il figlio più piccolo de Pupi Avati
- 2010 : Conan le Barbare de Marcus Nispel
- 2011 : Un flic pour cible de Dito Montiel
- 2011 : Wilde Salomé d'Al Pacino
- 2012 : Quello che si sa sull'amore de Gabriele Muccino
- 2013 : Puzzle de Paul Haggis
- 2016 : Criminal : Un espion dans la tête

#### Télévision
- 2006 : Casa Vianello

### Comme productrice
- 2014 : Hercules - La leggenda ha inizio de Renny Harlin
- 2014 : En toute humilité
- 2017 : Security
- 2019 : La Chute du Président de Ric Roman Waugh

## Théâtre
- 2003 : Donne di una certa classe
- 2011 : Torquis
- 2013 : Women with Class